# Tumanskij R-27
Il Tumanskij R-27 è stato un motore turbogetto sovietico progettato dall'OKB-300 di Sergej Konstantinovič Tumanskij, sotto la direzione di Ju. I. Gusev. La costruzione era eseguita presso una fabbrica di Rybinsk.
Da questo motore venne successivamente sviluppato il più potente R-28-300.

## Versioni
- R-25-300 - versione di base.
- R-27F2M-300 - aggiornamento per i MiG-23 (esclusa la versione UB da addestramento) con un rapporto di compressione di 10,5.
- R-27V-300 - versione con spinta vettorizzabile per gli Yakovlev Yak-36M e Yakovlev Yak-38.
- R-28V-300 - versione creata dall'ingegner Favorski  con spinta aumentata a 68kN (6940 kg) per lo Yak-38M.